# قائمة سفراء الأردن لدى إسبانيا
السفير الأردني في مدريد هو الممثل الرسمي للحكومة الأردنية لدى حكومة إسبانيا.

## قائمة الممثلين الدبلوماسيين بين الأردن وإسبانيا
| تاريخ الموافقة الدبلوماسية | الاسم                      | المنصب        | ملك الأردن      | رئيس وزراء إسبانيا    | نهاية الولاية  |
| -------------------------- | -------------------------- | ------------- | --------------- | --------------------- | -------------- |
| 1951                       | عيسى باسل بندك             | سفير          | عبد الله الأول  | فرانسيسكو فرانكو      | 1954           |
| 1953                       | حسين بن ناصر               | سفير          | الحسين بن طلال  | فرانسيسكو فرانكو      | 1960           |
| 16 فبراير 1961             | إكليل ساتي                 | قائم بالأعمال | الحسين بن طلال  | فرانسيسكو فرانكو      |                |
| 26 أكتوبر 1962             | حسين الخالدي               | سفير          | الحسين بن طلال  | فرانسيسكو فرانكو      | 1965           |
| 30 نوفمبر 1966             | غير محدد                   | سفير          | الحسين بن طلال  | فرانسيسكو فرانكو      |                |
| 4 سبتمبر 1967              | إكليل ساتي                 | سفير          | الحسين بن طلال  | فرانسيسكو فرانكو      | 1970           |
| 1970                       | محمد حسين الفرا            | سفير          | الحسين بن طلال  | فرانسيسكو فرانكو      |                |
| 1982                       | طاهر المصري                | سفير          | الحسين بن طلال  | ليوبولدو كالفو-سوتيلو |                |
| 1988                       | سهيل خلف التل              | سفير          | الحسين بن طلال  | فيليبي غونثاليث       |                |
| 1989                       | محمد عفّاش العدوان          | سفير          | الحسين بن طلال  | فيليبي غونثاليث       |                |
| 5 مايو 1993                | شاكر حسين باك              | سفير          | الحسين بن طلال  | فيليبي غونثاليث       | 15 أكتوبر 1993 |
| 1994                       | تيمور داغستاني             | سفير          | الحسين بن طلال  | فيليبي غونثاليث       | 1999           |
| 19 أبريل 2001              | عبد الله عبد الحميد سراج   | سفير          | عبد الله الثاني | خوسيه ماريا أثنار     | 2006           |
| 29 يناير 2013              | غسّام عبد الرحيم عوده مجالي | سفير          | عبد الله الثاني |                       |                |
| 31 يناير 2018              | أريج محمود صالح حوامدة     | سفير          | عبد الله الثاني | ماريانو راخوي         |                |